# Predjama
Predjama je naselje u slovenskoj Općini Postojni. Predjama se nalazi u pokrajini Notranjskoj i statističkoj regiji Notranjsko-kraškoj. 

## Stanovništvo
Prema popisu stanovništva iz 2002. godine naselje je imalo 85 stanovnika.